# Frances Ruffelle
Frances Ruffelle (Londen, 29 augustus 1965) is een Britse zangeres.
Ze speelde het personage Eponine in de musical Les Misérables, zowel in Londen als op Broadway, en ze kreeg 4 prijzen voor de rol waaronder de Tony Award.
In 1994 won ze A Song for Europe met het lied Lonely Symphony, ze mocht nu voor het Verenigd Koninkrijk naar het Eurovisiesongfestival in Dublin. De vorige 2 jaren was het land 2e geëindigd. Toen aan Ruffelle gevraagd werd waarom ze meedeed zei ze lachwekkend dat, aangezien geen enkel Brits team (Engeland, Wales, Noord-Ierland, Schotland) zich kon plaatsen voor het WK voetbal, zij de eer van het land moest redden. Dat deed ze hoegenaamd niet want het lied dat voor het songfestival We will be free genoemd werd haalde een 10e plaats binnen. Het land deed het nog maar 2 keer slechter dan dat. Het was meteen ook de doodsteek voor A Song for Europe dat vervangen werd door de Great British Song Contest.
Ze nam 4 albums op: Frances Ruffelle, Showgirl, Fragile, en paTala—"Purify.
Frances is de moeder van de Engelse zangeres Eliza Doolittle.